# Aeroport de Camembe
L'aeroport de Camembe (codi IATA: --, codi OACI: FNCB) és un aeroport que serveix Camembe, una vila de la província de Bengo a Angola.